# Rutger II de Clèves
Rutger II de Clèves  (10?? - 1075), fils de Rutger Ier de Clèves et de Wazela de Lorraine.  
Considéré comme le deuxième comte de Clèves, Rütger II reste historiquement difficile à saisir. Il serait l'homme mentionné dans l'entourage des archevêques de Cologne au milieu du XIème : après la défaite des comtes du palais contre l'archevêque Annon II, Rütger devint entre 1060 et 1070 comte de Tomburg et bailli de l'église sainte-Marie ad Gradus (détruite en 1817), à Cologne, ce qui indiquerait des relations étroites entre le comté de Clèves et l'archevêque.Ce Rütger est considéré comme le comte de Clèves et est probablement différent de Rütger, premier du nom.  
Rutger II de Clèves est le père de :
- Thierry Ier ;
- Adélaïde, épouse d'Adolphe Ier de Berg.

## Sources
- (nl) Cet article est partiellement ou en totalité issu de l’article de Wikipédia en néerlandais intitulé « Rutger II van Kleef » (voir la liste des auteurs).